# Koos Aarse

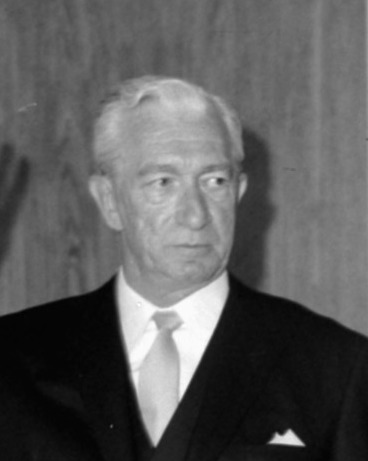
Koos Aarse in 1968

Jacobus Abraham Adolf (Koos) Aarse (Rotterdam, 8 augustus 1914 – 15 april 1982) was een Nederlands journalist en politicus van de PvdA.
Hij was 16 jaar toen hij ging werken als assistent van de scheepvaartredacteur van de Rotterdamse krant 'Voorwaarts' (onderdeel van De Arbeiderspers). Later werd hij daar provincieredacteur maar hij is ook stadsredacteur in Rotterdam geweest. Bij het Duitse bombardement van Rotterdam in mei 1940 werd het hoofdkantoor van de krant verwoest. Tijdens het begin van de bezettingsjaren bleef hij nog werken voor die krant maar toen in 1942 onder meer het NVV verplicht opging in het nationaalsocialistische Nederlands Arbeidsfront stapte hij op en ging in het verzet. Hij werd door de SD opgepakt, in Vught opgesloten en kwam daarna in het concentratiekamp Sachsenhausen. In april 1945 werd hij in Rathenow door de Russen bevrijd. Sterk vermagerd kwam hij terug naar Nederland waar hij ging werken bij Het Vrije Volk waar zowel Voorwaarts als Het Volk (eveneens onderdeel van De Arbeiderspers) in was opgegaan. In Rotterdam werd hij redactiechef maar hij was ook lid van de Rotterdamse gemeenteraad en is daar ook PvdA-fractievoorzitter geweest. In 1959 werd hij overgeplaatst naar het hoofdkantoor in Amsterdam toen hij daar algemeen redactiechef te worden. Twee jaar later ging hoofdredacteur Klaas Voskuil met pensioen waarbij adjunct-hoofdredacteur Thijs van Veen hem opvolgde en Aarse adjunct-hoofdredacteur van Het Vrije Volk werd. In deze periode is hij gemeenteraadslid in Amstelveen geweest.
Nadat Van Veen in januari 1968 vertrokken was vanwege een verschil van inzicht met de directie over het beleid bij die krant was Aarse enkele maanden waarnemend hoofdredacteur. Omdat hij het ook niet eens was met het nieuwe beleid stapte hij ook zelf op en later dat jaar werd hij benoemd tot burgemeester van Hellevoetsluis. Hij ging daar in september 1979 met pensioen waarna hij verhuisde naar Schiedam. Aarse overleed in 1982 op 67-jarige leeftijd. Naar hem werd in Hellevoetsluis de 'Burgemeester Aarsebrug' vernoemd.
- Gemeinsame Normdatei: 171943821
- International Standard Name Identifier: 0000 0000 4360 3486
- Library of Congress Control Number: no2005027333
- Nederlandse Thesaurus van Auteursnamen: 071658246
- Virtual International Authority File: 36645569
- WorldCat: E39PBJwX6mQf6m9YBbkWmhyyBP